# Taubenturm (Osny)

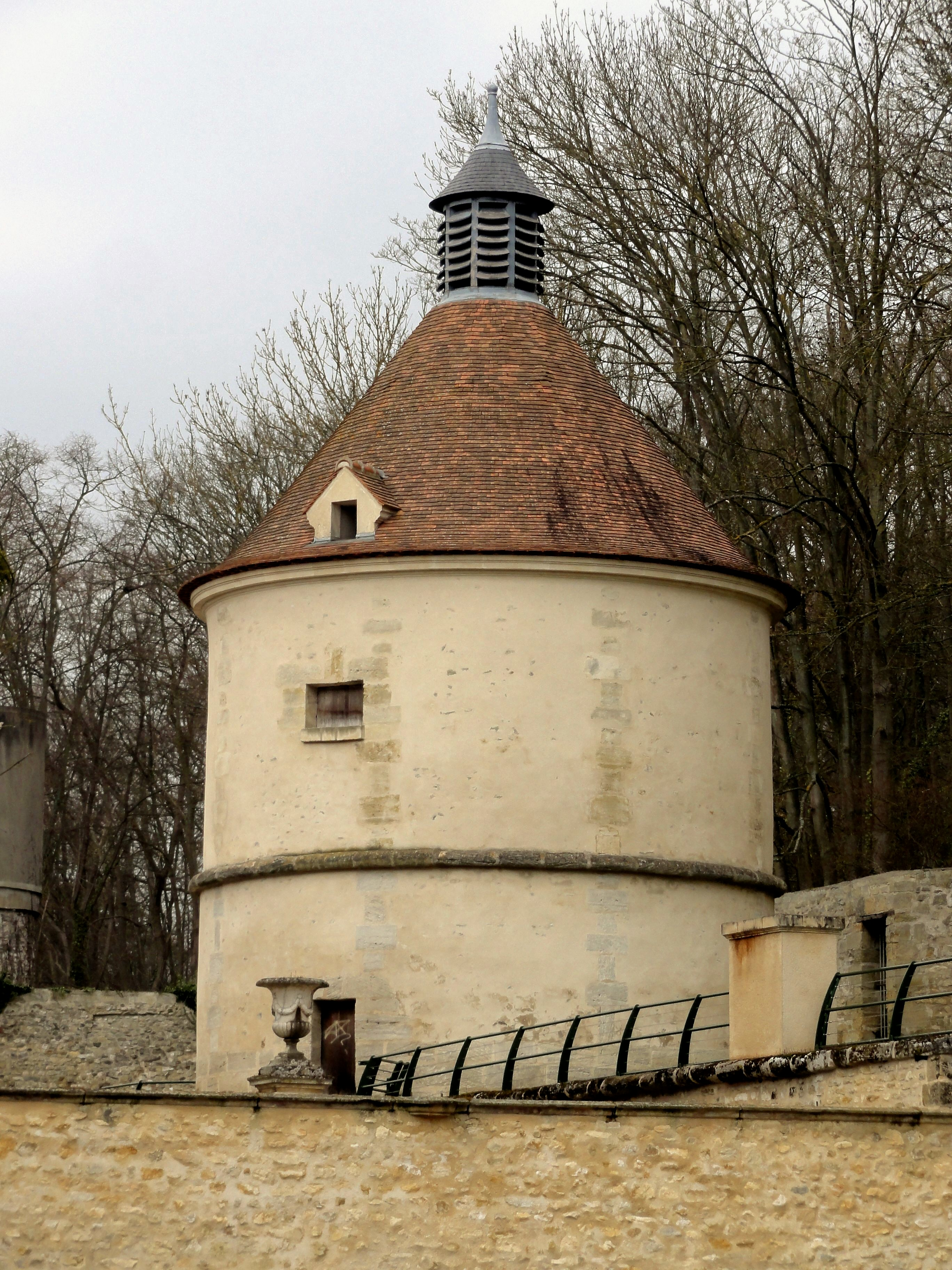
Taubenturm in Osny

Der Taubenturm (französisch colombier) in Osny, einer französischen Gemeinde im Département Val-d’Oise in der Region Île-de-France, wurde im 17. Jahrhundert errichtet. Der Taubenturm aus Bruchsteinmauerwerk gehört zum Château de Grouchy und ist seit 1990 als Monument historique klassifiziert.
Der Taubenturm wurde an der Stelle eines Turmes der Burg aus dem 10. Jahrhundert errichtet. Dieser Turm war durch einen Verbindungsgang, dessen Mauern zum größten Teil noch erhalten sind, mit der Burg verbunden. 1994/95 wurde der Taubenturm renoviert.